# Ringendorf
Ringendorf je občina v departmaju Bas-Rhin francoske regije Alzacija.
Leta 1990 je v občini živelo 309 oseb oz. 84 oseb/km².